# Silvestre Guevara y Lira
Silvestre Guevara y Lira (Cantaura, 1814-Santiago de León de Caracas, 1882) fue un arzobispo católico venezolano.

## Biografía

### Formación
Silvestre Guevara y Lira nació en Chamariapa, actual Cantaura en el estado Anzoátegui, en 1814. Tuvo varios hermanos y era de origen campesino. 
En Cantaura cursó su educación primaria y en Caracas hizo estudios de Teología y Filosofía en la Universidad Central de Venezuela, que era regentada por la Iglesia católica en ese momento.

### Sacerdocio
Fue ordenado sacerdote por monseñor Méndez en 1835.  
Comenzó sus trabajos en Cantaura y en la parroquia Santa Eulalia de Barcelona, actual Catedral de Barcelona. Pero antes de trabajar en Barcelona, había trabajado en Aragua de Barcelona, Maturín, San Joaquín y Santa Rosa. 
En 1847 fue vicario de la diócesis de Guayana. 
En 1849 se le nombra senador por la provincia de Barcelona. 

### Episcopado
Fue el primer arzobispo consagrado en Caracas. Recibió la ordenación episcopal de manos de monseñor Mariano Fernández Fortique el 27 de septiembre de 1853. Va a vivir a la antigua Angostura y allá recibe información del obispo Mariano de Talavera, quien le preparo para ejercitarse en órdenes menores del sacerdocio en 1836 y del obispo Fernández  Fortique, quien lo hizo presbítero en 1843. Su primera misa la dijo en la iglesia parroquial de El Pao de Barcelona. En 1844 fue designado vicario foráneo de Barcelona.
Va a ser electo senador del Congreso de la República en dos períodos consecutivos, de 1848 a 1851 y de 1851 a 1854. Precisamente, como presidente del Senado aparece firmando la Ley de abolición de la esclavitud que promulgara otro barcelonés, su amigo el presidente José Gregorio Monagas el 25 de marzo de 1854. Ya antes el Papa Pío IX había expedido, el 23 de abril de 1852, la bula  de su nombramiento como Arzobispo de Caracas y de Venezuela.
En 1862 fue enviado a Roma como ministro Plenipotenciario de Venezuela ante la Santa Sede y promueve a firma de un concordato con la Santa Sede que se concreta el 26 de julio de 1862. En 1863 recibió en Roma el título de doctor en Derecho Canónico. Regresa a Venezuela después del triunfo de la Federeción. 
El 4 de septiembre de 1869, el Arzobispo Silvestre Guevara y Lira viajó para asistir a las conferencias del vigésimo Concilio Ecuménico, conocido como Concilio Vaticano I (el primer concilio celebrado en el Vaticano), convocado por Papa Pío Nono, para el 8 de diciembre de 1869. Esta actividad  tenía como finalidad reafirmar la autoridad y primacía papal, conocida como la Infalibilidad Papal, el Syllabus realizado en 1864 que condenaba el liberalismo, el materialismo y el racionalismo y la definición del Dogma de la Inmaculada Concepción. A ese viaje lo acompañó, como secretario privado, padre José Antonio Ponte, quien fue luego el sexto Arzobispo de Venezuela, sucesor de Guevara y Lira. 
Triunfante Antonio Guzmán Blanco, en el gobierno, le exige, por intermedio del barcelonés Diego Bautista Urbaneja, masón y quien era su enemigo, que celebre un Te Deum, misa de acción de gracia, para sus soldados por la victoria en la Batalla de Guama. El Obispo Guevara le respondió que solo celebraría esta misa si Guzmán decretara una amnistía general que propiciara el perdón y un ambiente de paz y concordia en el país. El gobierno expulsa a Guevara y Lira el 28 de septiembre de 1870. Se va a refugiar en Trinidad desde donde intento ingresar al país, pero  el gobierno no le permitió su desembarco. Esto llevó a la ruptura  de las relaciones entre "Iglesia-Estado", es decir, el gobierno y el Vaticano. Guzmán Blanco no desterró solo al Arzobispo sino a una gran cantidad de religiosos  y tomó una serie de medidas, donde el Estado asumió el control que tenía la Iglesia. Entre ellas: Cierre de los seminarios con decreto del 7 de septiembre de 1872; eliminación de las fuentes de ingreso económico de la Iglesia como las primicias (colaboración por ceremonias) en 1873; cierre de los conventos, colegios y comunidades religiosas el 5 de mayo de 1874;  expropiación de los bienes eclesiásticos y su traslado al sector público, principalmente hacia la universidad Central (3 de octubre de 1874) y a los Colegios Nacionales (31 de octubre de 1876); eliminación del fuero religioso y privilegios eclesiásticos; elimina la religión del pensum de estudios. Establece el matrimonio civil, y crea los registros civiles para controlar el registro de nacimientos, matrimonios y defunciones. Primero se debía cumplir con la formalidad civil,  y decretó la secularización de los cementerios.
Es entonces cuando formalmente Guzmán Blanco propone, en 1876, ante el Congreso, la creación de una iglesia venezolana, independiente de Roma y designa como máximo prelado a José Arroyo, obispo de Guayana. Ante esta amenaza de cisma, el Vaticano envía emisarios que logran de Guevara y Lira su renuncia al Arzobispo y se llega a  un acuerdo con el gobierno para designar al padre José A. Ponte, a finales de 1876, como sustituto de Guevara y Lira.
Al terminar Antonio Guzmán Blanco su primer periodo gubernamental (1870 - 1877) el político y militar Francisco Linares Alcántara lo sucedió en la presidencia y, el 8 de agosto de 1877 tras 8 largos años de exilio político, Silvestre Guevara y Lira regresó a Venezuela. El Papa le elevó al rango de Asistente al Santo Solio Pontificio y confirió el título de Noble Caballero Romano.
A 5 años de su regreso, bajo el segundo mandato de Guzmán Blanco (1879 - 1884) y bajo el gobierno eclesiástico del sexto Arzobispo Ponte (1876-1883) murió el quinto arzobispo Guevara y Lira a los 68 años en la quinta San Ramón, en El Valle, Caracas, el 20 de febrero de 1882 en pleno recuerdo de los 23 años de la Federeción nacional. 
De él dijo Cecilio Acosta: «Es una regalo de la Providencia, hecho un día de regocijo ye de triunfo celestial. Si pudiéramos leer en su corazón, no hallaríamos más que dos palabras: Dios y Amor».
En su obra «Mi providencia y sus valores», Arturo Medina Alonso nos dice: «El ilustrísimo señor doctor Silvestre Guevara y Lira nació al finalizar el año terrible de 1814, en un bosque de robles, a orillas del río Caris, en la jurisdicción de la antigua Chamariapa (Cantaura) en época en las que las familias erraban por los montes por causa de los horrores de la Guerra de Independencia».